# Casearia michelsonii
Casearia michelsonii är en videväxtart som beskrevs av Franciscus Jozef Breteler. Casearia michelsonii ingår i släktet Casearia och familjen videväxter. Inga underarter finns listade i Catalogue of Life.